# Solenozophyllaria bellula
Solenozophyllaria bellula är en mångfotingart som först beskrevs av Carl Graf Attems 1934.  Solenozophyllaria bellula ingår i släktet Solenozophyllaria och familjen Odontopygidae. Inga underarter finns listade i Catalogue of Life.